# Челомиї
Челомиї (або Чоломиї, Чоломиє, пол. Czołomyje) — село в Польщі, у гміні Морди Седлецького повіту Мазовецького воєводства. Населення — 192 особи (2011).

## Історія
1706 року вперше згадується унійна церква в селі.
1872 року місцева греко-католицька парафія налічувала 975 вірян.
У 1975—1998 роках село належало до Седлецького воєводства.

## Населення
Демографічна структура станом на 31 березня 2011 року:
|          | Загалом | Допрацездатний вік | Працездатний вік | Постпрацездатний вік |
| -------- | ------- | ------------------ | ---------------- | -------------------- |
| Чоловіки | 85      | 18                 | 55               | 12                   |
| Жінки    | 107     | 25                 | 60               | 22                   |
| Разом    | 192     | 43                 | 115              | 34                   |